# 青年英雄道路
青年英雄道路（朝鮮語: 청년영웅도로）、あるいは平壌南浦高速道路、は朝鮮民主主義人民共和国の高速道路である、北朝鮮の首都たる平壌と、平安南道の西朝鮮湾沿岸の都市である南浦を結ぶ路線である。1998年11月に着工、2000年10月に開通した。一級道路に区分される。
朝鮮中央通信によると、高速道路の名称は道路を建設した若者にちなんでつけられた。この高速道路建設事業においては、1400万立方メートルの土壌が運搬されたほか、80箇所を超える灌漑設備、50基の橋、および300万立方メートルを超えるアスファルトが用いられて作られた。
有事の際には、高速道路は防衛目的に転用され、朝鮮人民軍第107および第108戦車師団が平壌方面への高速道路を封鎖する。